# Gasterellopsis
Gasterellopsis monotypisch is een geslacht van schimmels behorend tot de familie Agaricaceae. Het geslacht bevat alleen Gasterellopsis silvicola.